# Schiphol-Oost
Schiphol-Oost is een bedrijventerrein in de gemeente Haarlemmermeer ten westen van Amstelveen, in de Nederlandse provincie Noord-Holland. Het maakt onderdeel uit van Luchthaven Schiphol.
Schiphol-Oost is het terrein van het oude vliegveld Schiphol, gelegen tussen de Ringvaart van de Haarlemmermeerpolder en de Oostbaan. Zuidelijk ligt Oude Meer, noordelijk de buurtschap Nieuwe Meer. Tot aan de opening van het huidige Schiphol-Centrum in 1967 was dit het gebied waar zich het platform, de verkeerstoren en stationsgebouw bevonden. Vanaf 1924 stond ook een Fokkerfabriek nabij het oude platform op Schiphol-Oost. Van de bebouwing uit die tijd is niet veel meer over.
De voormalige verkeerstoren staat er nog en de benedenverdieping doet sinds 2009 dienst als restaurant. De bebouwing bestaat verder grotendeels uit kantoren, hotels en hangars. In deze hangars wordt het technisch onderhoud aan vliegtuigen uitgevoerd. Ook de KLM (Engineering & Maintenance) werkplaatsen voor het technisch onderhoud aan vliegtuigmotoren en vliegtuigcomponenten zijn hier gevestigd. Een deel van de luchtverkeersleiding ten behoeve van ondersteuning van het vliegverkeer in het Nederlandse luchtruim is ook gevestigd op Schiphol-Oost.
Tegen Schiphol-Oost aan bevond zich sinds 2003 in Oude Meer een justitieel complex, met een rechtbank (dependance van de rechtbank in Haarlem), en een cellencomplex, dat een detentiecentrum en een uitzetcentrum bevat. In dit cellencomplex woedde in oktober 2005 een grote brand, waarbij elf gedetineerden omkwamen en vijftien gewonden vielen.

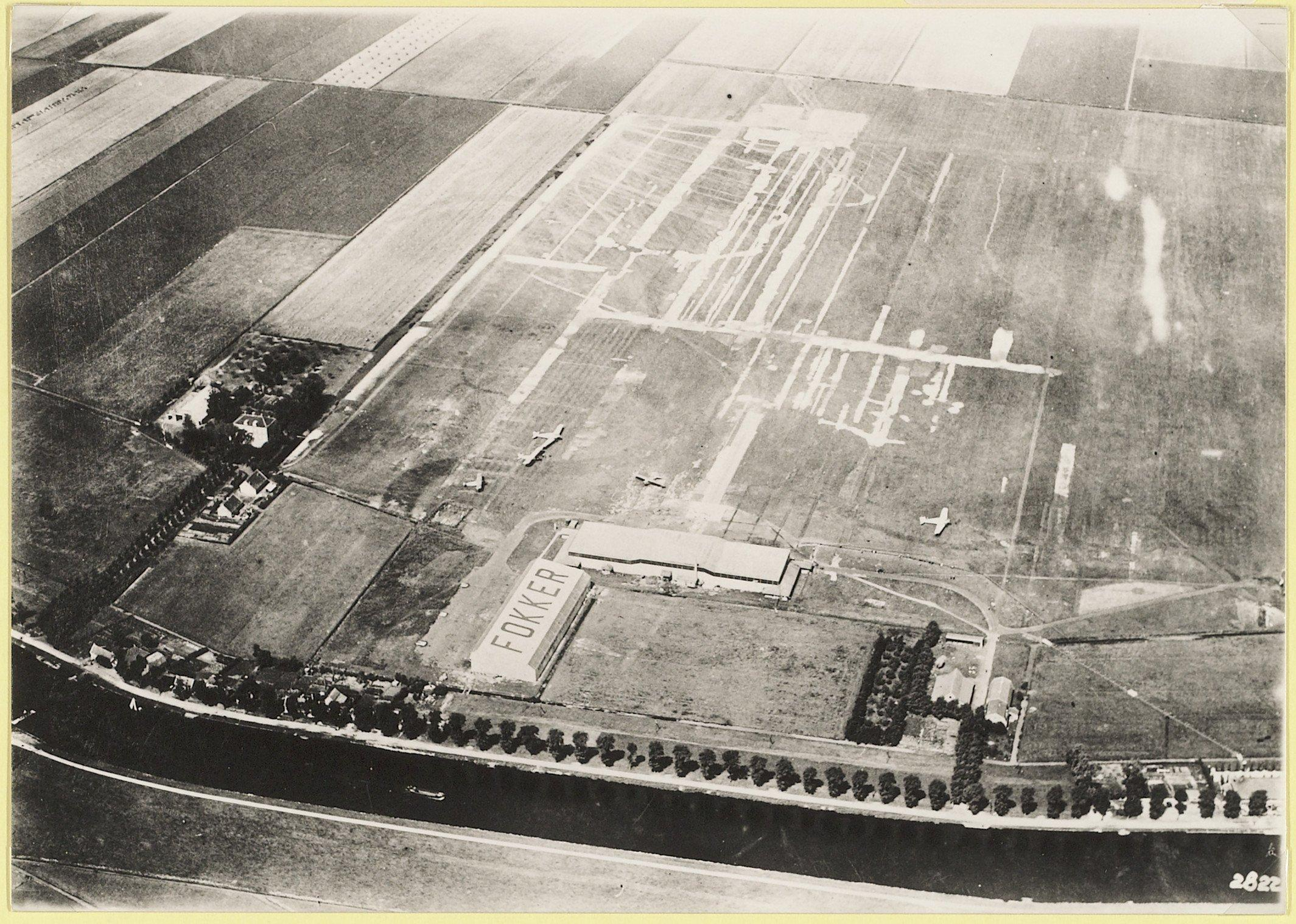
De eerste ingang van luchthaven Schiphol met een Fokkerloods
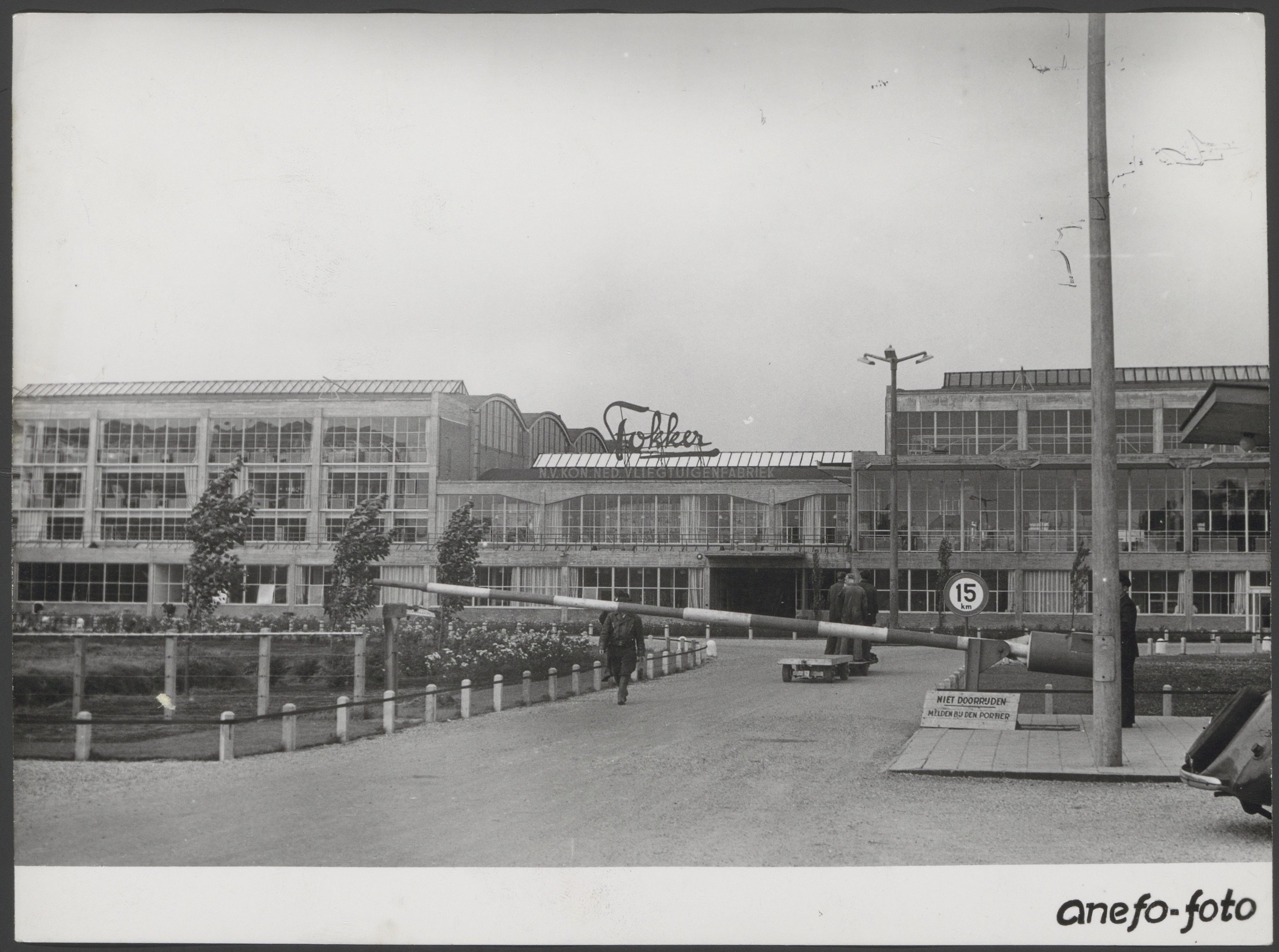
Fokkerfabrieken in 1951
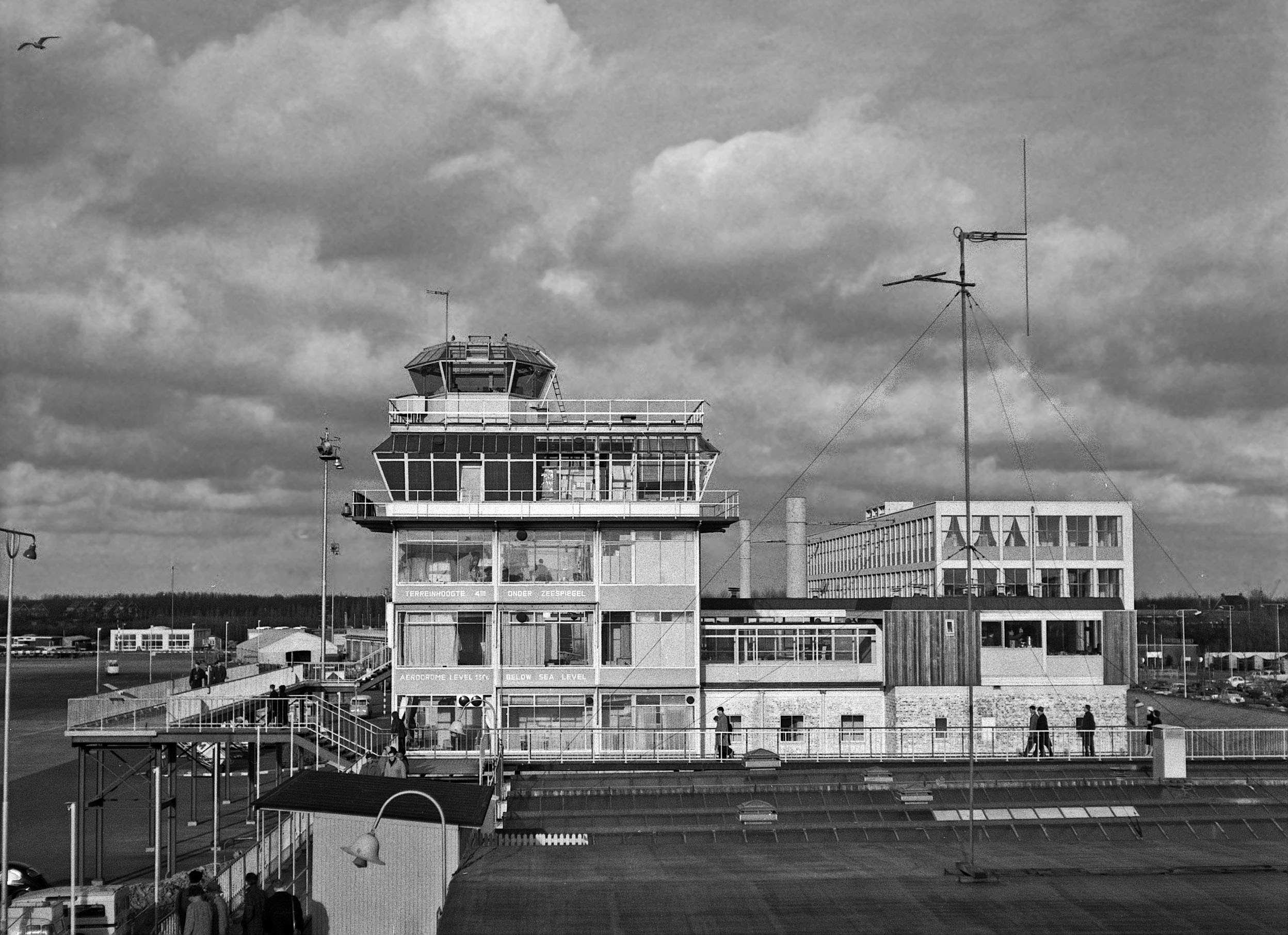
Verkeerstoren van Schiphol-Oost, februari 1960.
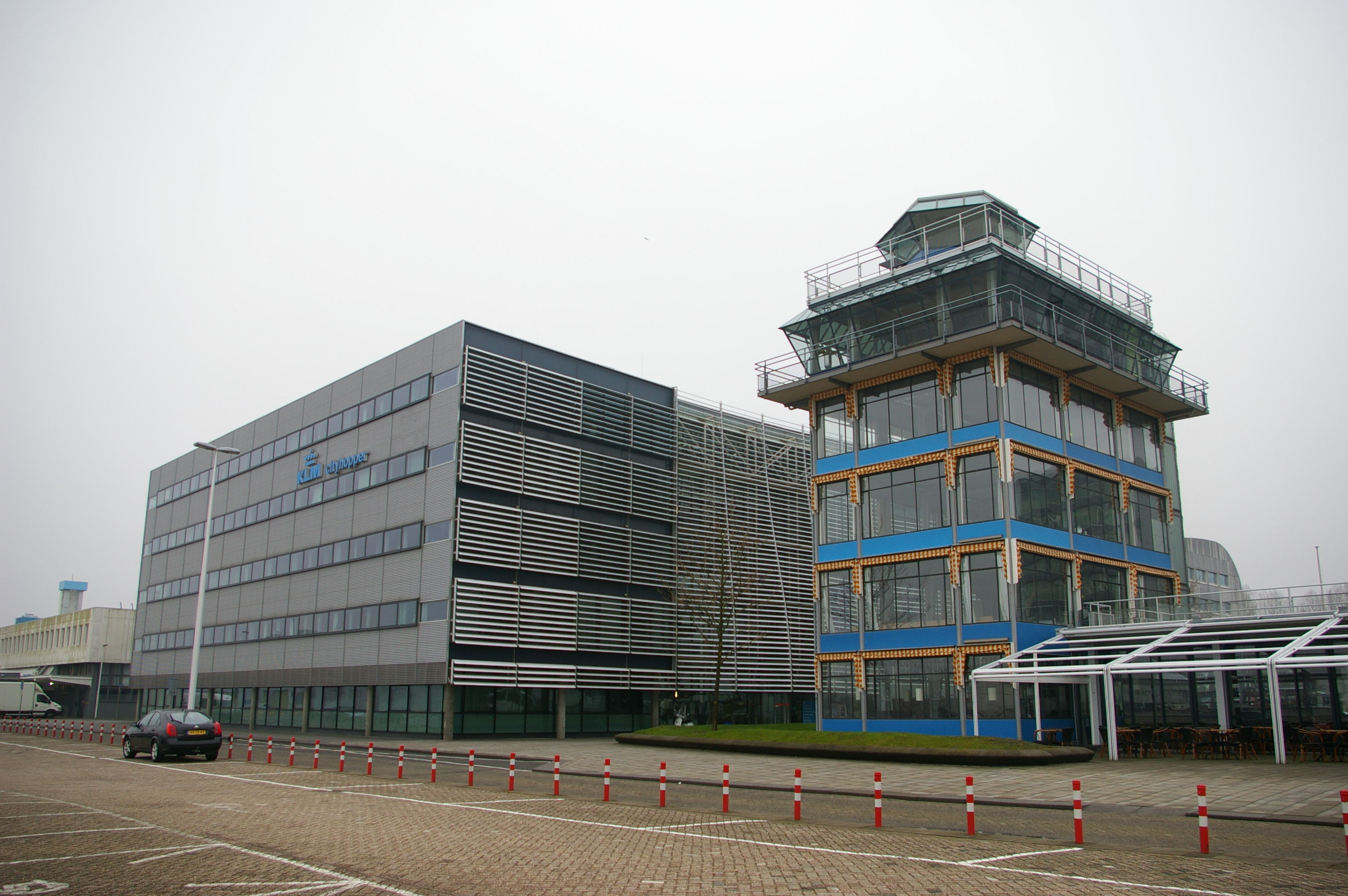
KLM-kantoorgebouw met de oude toren waarin een restaurant is gevestigd

Plaatsen: Abbenes · Badhoevedorp · Beinsdorp · Buitenkaag · Burgerveen · Cruquius · Haarlemmerliede · Halfweg · Hoofddorp · Leimuiderbrug · Lijnden · Lisserbroek · Nieuw-Vennep · Rijsenhout · Rozenburg · Schiphol · Schiphol-Rijk · Spaarndam-Oost · Spaarnwoude · Vijfhuizen · Weteringbrug · Zwaanshoek · Zwanenburg

Gehuchten en buurtschappen: Aalsmeerderbrug · Boesingheliede · Cruquius-Oost · De Hoek · Huigsloot · 't Kabel · De Liede · Nieuwebrug · Nieuwe Meer · Oude Meer · Penningsveer · Schiphol-Oost · Vinkebrug · Vredeburg · Weberbuurt

Voormalige gemeente: Haarlemmerliede en Spaarnwoude

Noord-Holland: Steden en dorpen      Nederland: Provincies · Gemeenten